# مختار مجيد
مختار مجيد من مواليد 2 يناير 1988 بالدار البيضاء هو لاعب كرة قدم مغربي يلعب كحارس مرمى في نادي أولمبيك آسفي.

## مسيرته
تدرب في أولمبيك آسفي، ظهر لأول مرة كمحترف في 2014، ووصل إلى نهائي كأس العرش في 2016 .في موسم 2018-2019، احتل ناديه المركز الرابع في البطولة الاحترافية.
في فبراير 2020، استدعاه حسين عموتة لدورة تحضيرية لبطولة CHAN 2020 مع منتخب المغرب للمحليين